# Haas (fusée)
 (mars 2023).

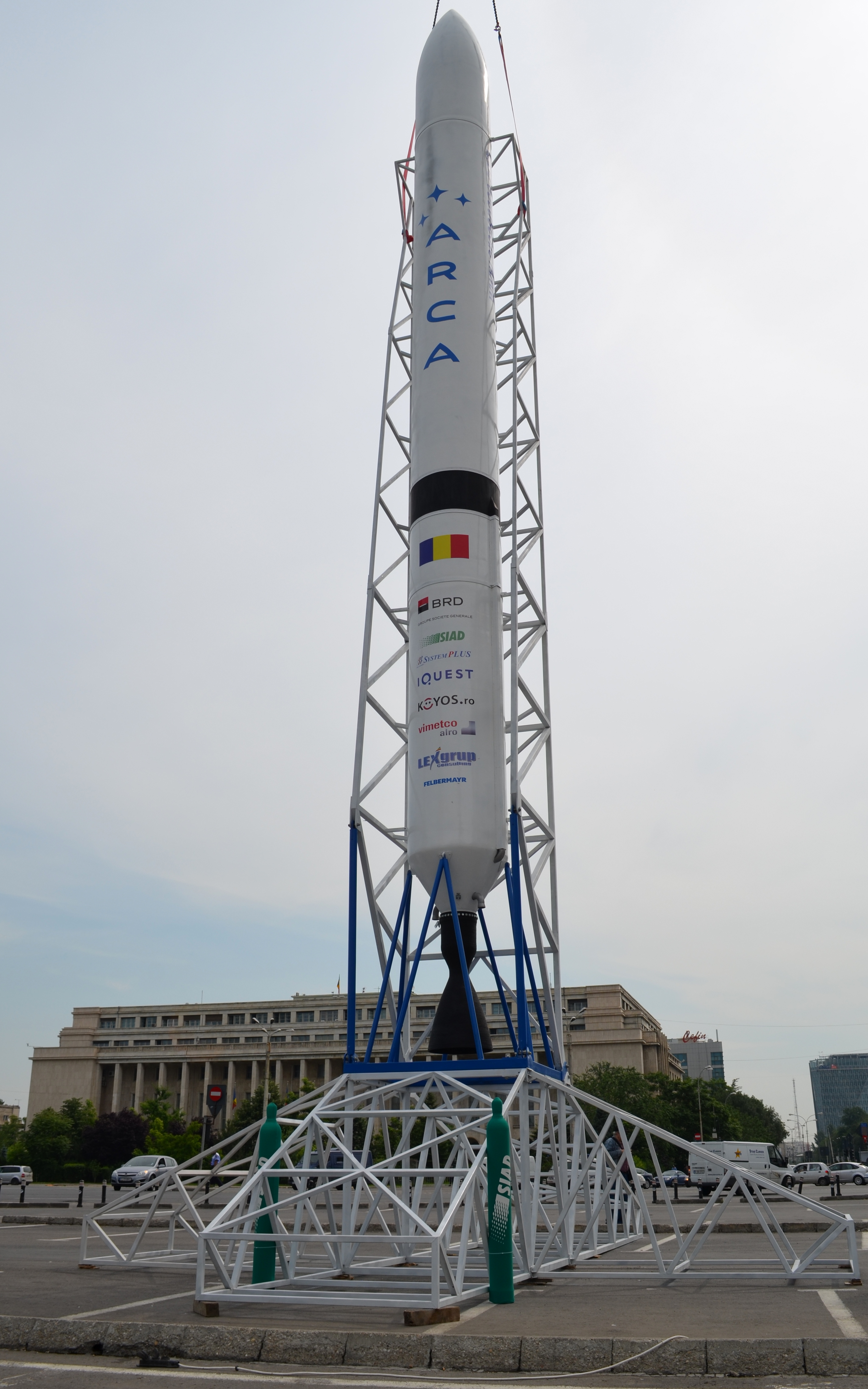
Haas 2C au Piața Victoriei.

La Haas est une famille de lanceurs  que l'association roumaine ARCA tente de développer dans le cadre du Google Lunar X Prize.

## Caractéristiques
La version Haas 2C est une fusée d'une longueur de 18 m et une masse vide de 510 kg. Elle doit permettre de placer en orbite une charge utile de 50 kg. La fusée brûle de l’oxygène liquide et du kérosène comme carburant avec une poussée maximale de 24 tonnes.